# 祝歌
『祝歌』（しゅくうた）は、もりちかこによるホラー漫画作品。2014年日本の『ちゃおDXホラー』冬号に掲載。
後に、同原作者の単行本『禁歌』に収録された。
当項目では、単行本に同時収録された後日談の『祝歌～華は千年～』についても記す。

## 概要
十二単の少女・静音と彼女と出会った少女たちの恐ろしくも哀しい物語

## 登場人物
静音（しずね）
十二単の幼い少女。
大きな屋敷に住み、3つの頃から芸事を嗜んでおり、特に踊りと歌を得意としている。過去に姉・咲子の手で池に沈められて亡くなるも咲子への愛は変わらず、姉と再会したい一心で怨霊となって、現世に残り続けた。
第1作目では古城公園で出会った小夜子を狙った。彼女と仲良くなり、自身の誕生日会に招いた。静音の歌で小夜子を姉にしようとしたが彼女の温かさに触れたことで涙を流すと「あなたは姉様じゃない」と告げ、現実世界に返した。
第2作目では咲子に瓜二つな少女・咲美と出会い、仲良くなった。しかし、咲美の本性を知ったことから、彼女を強制的に自身の誕生日会に出席させ、咲美をカエルの姿に変えた。
映画『華は千年』になぜか映ってしまい「劇中に流れる静音の歌を聴くと、死んでしまう」という噂が立つ。
咲子（さきこ）
静音の姉。
病気により、顔の左側が醜く腫れている。それでも静音との仲は良好だったが両親に見限られた怒りと悲しみから静音を殺害してしまう。
静音のメイド
静音に仕える従者の1人でメイド服を纏っている。
静音の知り合いたちがカエルやヘビが人間に姿を変えているのに対し、彼女だけは人間のままである。
小夜子（さよこ）
第1作目に登場。中学生で美術部所属。嫌いなものは怖い話。
古城公園に40年間咲き続けている梅の木を描いている最中に静音と出会い、彼女をモデルに絵を描くようになり、仲良くなる。静音の誕生日会に招かれるが、そこで静音の正体と彼女が自分を黄泉の世界に引きずり込んで姉にしようとしていることを知る。最初は恐怖するが静音を救うために受け入れることを決意。その温かさに触れた静音に拒絶されてしまい、元の世界に返される。以降、静音と会うことはなく、妹を亡くしたような気持ちに駆られるようになった。
管理人
第1作目に登場。古城公園に40年勤務している男性管理人。
古城公園に40年間咲き続けている梅の木を小夜子に教えたことから、小夜子は梅の木を描き始め、静音との出会いにも繋がった。静音の手で現実世界に戻された小夜子を介抱し、その直後に梅の木が枯れていることに気付き、呆然とする。
清水咲美（しみず さきみ）
第2作目に登場。映画作品『華は千年』主演の少女。静音の姉・咲子に瓜二つ。
普段はおしとやかに振る舞っているが本性はわがままで身勝手。
静音の屋敷がロケに使われたことがきっかけで静音と出会う。最初は彼女がエキストラの子だと思い、優しくし、誕生日会に出席することを約束するが所詮はリップサービスにすぎなかった。静音の手で強制的に誕生日会に出席させられた際に彼女への不満をぶちまけるが、その振る舞いも咲子にそっくりだったことから、静音の手でカエルの姿に変えられ、行方不明となる。なお、蛇に左目を噛まれ、咲子のように醜く腫れてしまった。
クランクアウト後の出来事だったことから、映画は公開されたが「劇中で流れる少女（静音）の歌を聴いてしまったものは死ぬ」という噂が立つようになる。

## 書誌情報
- 『禁歌』（2014年5月30日発売） ISBN 978-4-09-136152-3